# Place de la Porte-Molitor
La place de la Porte-Molitor est une voie du 16e arrondissement de Paris, en France.

## Situation et accès
La place de la Porte-Molitor est une voie  située dans le 16e arrondissement de Paris. Elle débute  boulevard Murat et se termine  avenue du Général-Sarrail.

## Origine du nom

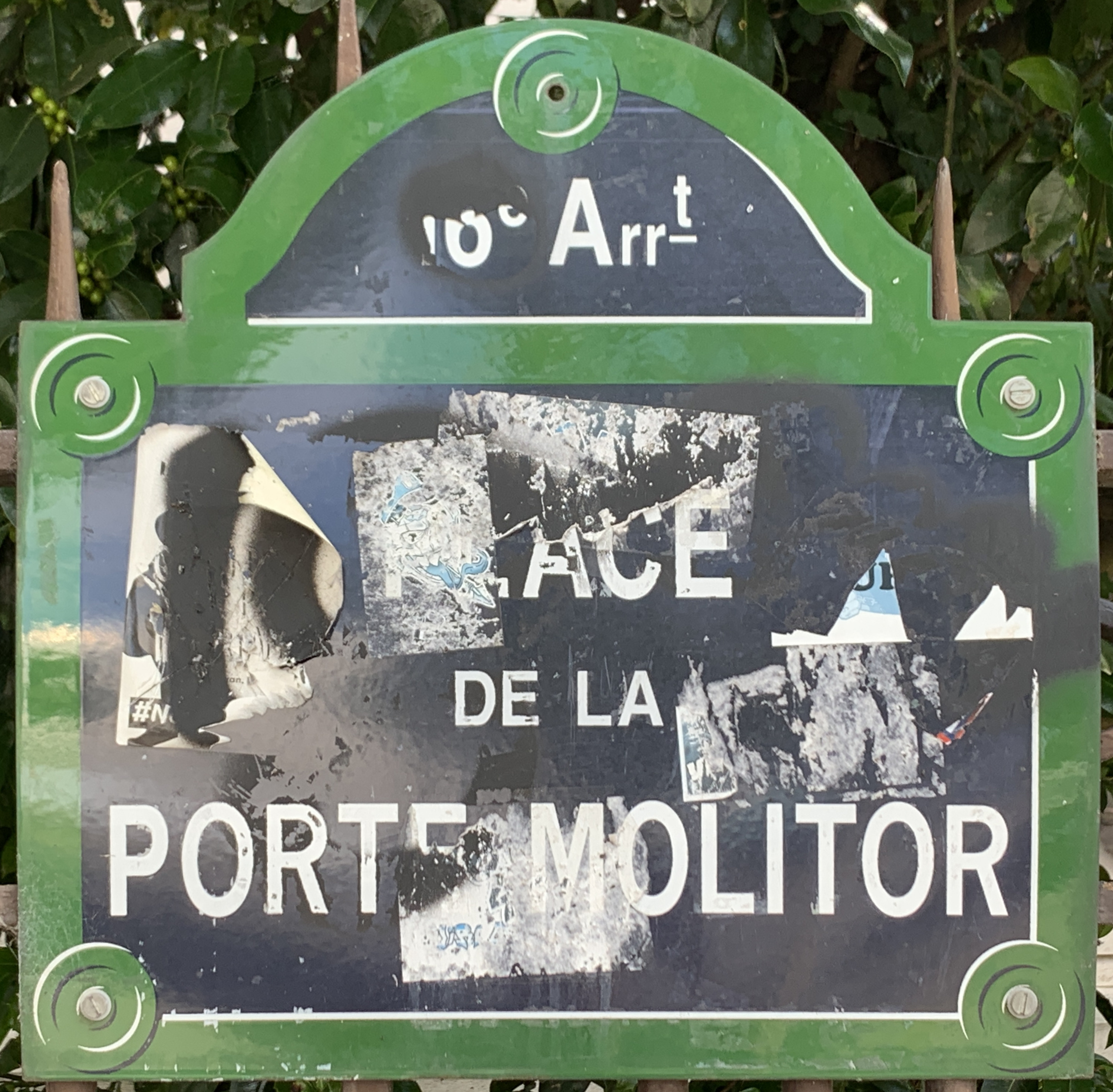
Plaque de la place.

Cette place est située à l'endroit de l'ancienne porte Molitor de l'enceinte de Thiers.

## Historique
La place a été créée sous sa dénomination actuelle par un arrêté du 11 août 1930, sur l'emplacement des anciens bastions nos 63 et 64 de l'enceinte de Thiers et classée dans la voirie parisienne par un arrêté du 11 octobre 1932.

## Bâtiments remarquables et lieux de mémoire
Le lycée Jean-de-La-Fontaine est situé sur la place.